# Wen Lirong
Wen Lirong (chinesisch 溫利蓉, Pinyin Wēn Lìróng; * 2. Oktober 1969) ist eine ehemalige chinesische Fußballspielerin.
Sie nahm an den Olympischen Sommerspielen 1996 und 2000 sowie an den Fußball-Weltmeisterschaften der Frauen 1991, 1995 und 1999 teil. Nach der Statistik der FIFA hat Wen im Zeitraum von 1987 bis 2001 insgesamt 163 A-Länderspiele bestritten.
1996 gewann sie mit der chinesischen Nationalmannschaft die Silbermedaille bei den Olympischen Sommerspielen. Im Endspiel war sie nach einem Platzverweis im Halbfinale gesperrt. Im Finale um die Fußballweltmeisterschaft 1999 unterlag sie mit ihrer Mannschaft erst im Elfmeterschießen.

## Erfolge
- 1996: Silbermedaille bei den Olympischen Sommerspielen in Atlanta
- 1999: Vizeweltmeisterin